# Sato Kilman
Sato Kilman (ur. 30 grudnia 1957) – vanuacki polityk, wicepremier i minister spraw zagranicznych w latach 2004–2007, lider opozycji od marca do listopada 2009, wicepremier i minister handlu od 18 listopada 2009 do 2 grudnia 2010. Przewodniczący Ludowej Partii Postępu. Premier Vanuatu od 2 grudnia 2010 do 24 kwietnia 2011, od 13 maja 2011 do 16 czerwca 2011 oraz ponownie od 26 czerwca 2011 do 23 marca 2013 i od 4 września do 6 października 2023.

## Życiorys
Sato Kilman jest członkiem parlamentu Vanuatu z okręgu Lakatoro na wyspie Malekula. Od lipca do grudnia 2004, razem z Hamem Lini, przewodził opozycji wobec rządu premiera Serge'a Vohora. Mocno krytykował wówczas próby nawiązania stosunków dyplomatycznych z Tajwanem. W grudniu 2004 zgłosił wobec rządu Vohora wotum nieufności, w wyniku którego jego gabinet został obalony. W nowym gabinecie, na którego czele stanął Ham Lini, objął 13 grudnia 2004 stanowisko wicepremiera i ministra spraw zagranicznych. 29 lipca 2007 został usunięty z urzędu z powodu oskarżeń jego współpracowników o oszustwa i kradzież środków publicznych.
W wyborach parlamentarnych z 2 września 2008 Ludowa Partia Postępu zdobyła 4 mandaty i znalazła się w opozycji, jako część koalicji Sojusz. W marcu 2009 Kilman został mianowany liderem całej opozycji.
18 listopada 2009 powrócił do rządu po tym, jak premier Edward Natapei zaprosił do koalicji opozycyjny dotąd Sojusz w miejsce Zjednoczonej Partii Narodowej (VNUP) oraz Partii Republikańskiej (VRP), które planowały uchwalenie wotum nieufności przeciw premierowi. W rządzie Natapei objął stanowisko wicepremiera i ministra handlu.
2 grudnia 2010 został mianowany nowym szefem rządu, po uchwaleniu przez parlament wotum nieufności wobec rządu premiera Natapei, który przebywał wówczas poza granicami kraju, uczestnicząc w szczycie klimatycznym w Cancún.
Również jego gabinet został odsunięty od władzy w wyniku parlamentarnego głosowania nad wotum nieufności 24 kwietnia 2011. Za jego przyjęciem opowiedziało się 26 z 52 deputowanych. Nowym szefem rządu został wybrany po raz kolejny Serge Vohor.
Kilman odwołał się jednak do sądu. 13 maja 2011 Sąd Apelacyjny anulował mianowanie Vohora na stanowisko premiera, uznając jego wybór za niekonstytucyjny. Sąd uznał, że jego wybór odbył się w oparciu o zwykłą większość głosów (26 z 52), a nie wymaganą przez konstytucję większość bezwzględną (co najmniej 27 spośród 52 głosów). W rezultacie Kilman powrócił na stanowisko szefa rządu.
16 czerwca 2011, decyzją sądu, wybór Sato Kilmana na stanowisko premiera 2 grudnia 2010 uznany został za nieważny, co skutkowało natychmiastowym złożeniem urzędu. Sąd uznał, że głosowanie nad powołaniem jego rządu odbyło się z naruszeniem przepisów konstytucji, gdyż nie było tajne. Pełniącym obowiązki szefa rządu, do czasu wyboru przez parlament nowego premiera, został były premier Edward Natapei, który złożył wniosek w tej sprawie do sądu, a ministrowie z jego ówczesnego gabinetu powrócili na swoje dawne stanowiska. Kilman powrócił w ten sposób na zajmowane wówczas stanowisko wicepremiera i ministra handlu.
26 czerwca 2011 został wybrany przez parlament po raz kolejny na urząd szefa rządu. Za jego kandydaturą opowiedziało się 29 deputowanych, podczas gdy 23 poparło kandydaturę Serge'a Vohora. Następnego dnia premier Kilman powołał swój rząd, w którym stanowiska objęli wszyscy byli ministrowie. Po rezygnacji z urzędu, jego następcą 23 marca 2013 został Moana Carcasses Kalosil.
4 września 2023 objął po raz kolejny tekę premiera, po tym jak jego poprzednik Ishmael Kalsakau został odwołany ze stanowiska, po udzieleniu mu 16 sierpnia wotum nieufności przez parlament. 6 października 2023 został zastąpiony przez Charlota Salwai.